# Теколотіто (Нью-Мексико)
Теколотіто (англ. Tecolotito) — переписна місцевість (CDP) в США, в окрузі Сан-Мігель штату Нью-Мексико. Населення — 204 особи (2020).

## Географія
Теколотіто розташоване за координатами 35°13′51″ пн. ш. 105°9′47″ зх. д. / 35.23083° пн. ш. 105.16306° зх. д. (35.230782, -105.163014).  За даними Бюро перепису населення США в 2010 році переписна місцевість мала площу 1,85 км², уся площа — суходіл.

## Демографія
Згідно з переписом 2010 року, у переписній місцевості мешкали 232 особи в 78 домогосподарствах у складі 63 родин. Густота населення становила 125 осіб/км².  Було 86 помешкань (46/км²).
Расовий склад населення:
| - 69,4 % — білих - 28,9 % — осіб інших рас |

До двох чи більше рас належало 1,7 %. Частка іспаномовних становила 91,8 % від усіх жителів.
За віковим діапазоном населення розподілялося таким чином: 26,7 % — особи молодші 18 років, 60,4 % — особи у віці 18—64 років, 12,9 % — особи у віці 65 років та старші. Медіана віку мешканця становила 36,8 року. На 100 осіб жіночої статі у переписній місцевості припадало 93,3 чоловіків;  на 100 жінок у віці від 18 років та старших — 107,3 чоловіків також старших 18 років.
За межею бідності перебувало 92,7 % осіб, у тому числі 100,0 % дітей у віці до 18 років та 66,7 % осіб у віці 65 років та старших.
Цивільне працевлаштоване населення становило 9 осіб. Основні галузі зайнятості: роздрібна торгівля — 100,0 %.